# Strombosia fleuryana
Strombosia fleuryana är en tvåhjärtbladig växtart som beskrevs av Franciscus Jozef Breteler. Strombosia fleuryana ingår i släktet Strombosia och familjen Strombosiaceae. Inga underarter finns listade i Catalogue of Life.